# Municipio de Slivnitsa
El municipio de Slivnitsa (búlgaro: Община Сливница) es un municipio búlgaro perteneciente a la provincia de Sofía. Se ubica en el noroeste de la provincia, a medio camino entre la capital nacional Sofía y la frontera con Serbia por la carretera E80.

## Demografía
En 2011 tiene 9681 habitantes, de los cuales el 92,97% son búlgaros y el 1,59% gitanos. Su capital es Slivnitsa, donde viven tres cuartas partes de la población municipal.

## Localidades
Además de la capital municipal Slivnitsa, hay doce pueblos en el municipio:
- Aldomirovtsi
- Bajalin
- Bratushkovo
- Barlozhnitsa
- Gurguliat
- Galabovtsi
- Dragotintsi
- Izvor
- Pishtane
- Povalirash
- Radulovtsi
- Rakita